# Awarowie (naród kaukaski)

Flaga narodowa Awarów

Awarowie (nazwa własna: магӀарулал ma’arulal, dosłownie „ludzie gór”), czasem dla odróżnienia od żyjącego w średniowieczu, a noszącego tę samą nazwę ludu koczowniczego, określani jako Awarczycy – naród kaukaski, zamieszkujący głównie rosyjski Dagestan, gdzie stanowi 27,9% populacji i jest najliczniejszą grupą etniczną.
Awarowie zamieszkują głównie południowo-zachodnią, górzystą część Dagestanu oraz przyległe doń tereny w Azerbejdżanie; poza tym awarska diaspora zamieszkuje też w stolicy tej republiki – Machaczkale, a także w dużych miastach Rosji, zwłaszcza w Moskwie. Ogólna liczba Awarów szacowana jest na około 800–900 tysięcy, spośród czego Dagestan zamieszkuje 577,1 tys. osób.
Używają języka awarskiego należącego do zespołu awaro-didojskiego, tworzącego podgrupę w grupie północno-wschodniej (nachsko-dagestańskiej) języków kaukaskich. Awarowie wyznają islam sunnicki z wyraźnymi wpływami sufizmu.
Wspólna nazwa z proto-mongolskimi Awarami, którzy we wczesnym średniowieczu zajęli część terenów Kaukazu, jest podstawą spekulacji o pochodzeniu współczesnych Awarów od ich średniowiecznych imienników. Jest możliwe, że są potomkami głównego trzonu starożytnego plemienia Awarów, którego odgałęzieniem byli Awarowie „europejscy”. Informacje takie pozostają w kręgu hipotez, jednak przeciw temu związkowi przemawia m.in. odrębność językowa obu ludów.
Znani Awarowie: Imam Szamil, Rasuł Gamzatow, Sułtan Ibragimow, Chabib Nurmagomiedow, Magomiet Gadżyjew.